# نزدیکتر دورتر (فیلم)
نزدیکتر دورتر (تلگویی: దగ్గరగా దూరంగా؛ ‏ انگلیسی: Nearer Farther) فیلمی هندی محصول سال ۲۰۱۱ و به کارگردانی راویکومار چاوالی است. در این فیلم بازیگرانی همچون سومانت، ودیکا، برهمناندام و سیندو تولانی ایفای نقش کرده‌اند.